# Kralický Háj
Kralický Háj, auch Háj (deutsch Kralitzer Au) ist eine Grundsiedlungseinheit der Minderstadt Kralice na Hané in Tschechien. Sie liegt drei Kilometer östlich des Stadtzentrums von Prostějov und gehört zum Okres Prostějov.

## Geographie
Die Industriesiedlung Kralický Háj befindet sich rechtsseitig der Valová am Unterlauf des Mlýnský náhon (Proßnitzer Mühlgraben) in der Obermährischen Senke (Hornomoravský úval). Nördlich von Kralický Háj vereinigen sich die Romže und Hloučela zur Valová. Gegen Westen erstreckt sich das Industriegebiet Prostějov. Durch den Ort verläuft die Staatsstraße II/150 zwischen Prostějov und Přerov.
Nachbarorte sind Vrahovice im Norden, Čechůvky im Nordosten, Kralice na Hané im Osten, Hrubčice im Südosten, Bedihošť und Václavovice im Süden, Žešov im Südwesten, Prostějov im Westen sowie Sídliště Svornosti im Nordwesten.

## Geschichte
Archäologische Untersuchungen belegen eine frühzeitliche Besiedlung der Gegend. Dazu gehören u. a. ein ausgedehntes Gräberfeld aus der Jungsteinzeit und eine Siedlung der La-Tène-Kultur. Außerdem wurden bei Grabungen ein mittelalterlicher Brunnen, Grundmauern der Fasanerie, eine spätmittelalterliche Kruseler sowie ein als Andenken an eine Aachener Heiligtumsfahrt mitgebrachtes Aachhorn aufgefunden. Bereits zu Beginn des 20. Jahrhunderts waren römische Münzen und Brakteaten Ottokar II. Přemysls ausgraben worden.
Im Mittelalter erstreckte sich zwischen den Dörfern Čechuwek, Trpinek (Trpenovice), Wrachowic und Rakaus (Rakousky) ein Auwaldgebiet. Markgraf Jobst von Mähren überließ diesen Wald am 8. Dezember 1375 gegen einen jährlich zu St. Georg und St. Martin fälligen Zins von zwei Prager Mark Silber an das Städtchen Kralitz. Der Wald wurde zu gleichen Teilen unter die Kralitzer Bürger zur Holz- und Grasnutzung aufgeteilt.
Während der Hussitenkriege wurden drei Minoriten aus Troppau und Krumau, die in der Kralitzer Au Zuflucht gesucht hatten, aufgegriffen und am 14. November 1425 bei Kralitz auf dem Scheiterhaufen verbrannt.
Zum Ende des 15. Jahrhunderts ließ Jan Heralt von Kunstadt am südlichen Rand des Auwaldes die Teiche Velký rakouský rybník, Polní rybník und Vítkovský rybník anlegen. Der am Malý potůček – damals ein Lauf des Proßnitzer Mühlbaches – errichtete Velký rakouský rybník war der größte der drei Teiche; im Zuge seiner Aufstauung wurden Rakousky und das nordwestlich davon gelegene Stará Ves aufgeben und die Bewohner beider Dörfer nach Proßnitz umgesiedelt. Das Dorf Trpenovice verschmolz zur selben Zeit mit Vrahovice.
Im Jahre 1577 ließ der Besitzer der Herrschaft Kralitz, Vratislav von Pernstein, in der Kralitzer Au einen Tiergarten zur Zucht von Damhirschen und Rehen sowie eine Fasanerie errichten. Am 24. April 1679 verglich sich die Gemeinde Kralitz mit dem Grundherren, Oberstlandrichter Ferdinand Julius von Salm-Neuburg, über ihre Rechte und alten Privilegien. Dabei gewährte Ferdinand Julius dem Städtchen gegen einen jährlichen Zins von 200 Gulden den freien Holzschlag in der Kralitzer Au zur Herstellung der Brücken und Wege. Die Grafen von Seilern und Aspang, die die Herrschaft Kralitz 1724 erworben hatten, teilten die Au den Kralitzer Bürgern entsprechend deren Grundbesitz in festen Anteilen zur Boden- und Grasnutzung zu. Wegen des fruchtbaren Bodens begannen die Grafen von Seilern und Aspang ihren Anteil an dem Auwald zunehmend zu vergrößern und in Ackerland umzuwandeln. Seit der Mitte des 19. Jahrhunderts wurde der Auwald zu einem beliebten Ausflugsziel der Proßnitzer Bürger.
Zwischen 1868 und 1871 wurde der größte Teil des mit alten Laubbäumen bestandenen Auwaldes gerodet. Rechts der Valová wurde die gesamte Au trockengelegt und urbar gemacht. Erhalten blieben nur zwei abgetrennte Waldstücke südlich von Čechůvky und westlich von Kralice. Trotz öffentlicher Proteste erfolgte 1914 auch noch die Abholzung des verbliebenen Restauwaldes. Seit dieser Zeit wurde die Kralitzer Au intensiv landwirtschaftlich genutzt. Nach der Bodenreform wurde in den 1920er Jahren auf dem enteigneten Grundbesitz der Grafen von Seilern und Aspang ein Ausbildungsgut der Landesfachschule für Landwirtschaft gegründet. 1927 erfolgte die Regulierung und Kanalisierung der Valová, dabei wurden auch die letzten Sümpfe und Büsche am Fluss beseitigt. Auch der Proßnitzer Mühlbach erhielt ein neues Bett und wurde kanalisiert über Háj zur Valová geleitet; seine ursprünglichen Arme über den Malý potůček und nach Hraza wurden abgeworfen. Da der Mühlbach auch die gesamten Abwässer der Stadt Prostějov mit sich führte, wurde zwischen 1929 und 1931 in Háj durch die Stadt eine Kläranlage errichtet. Seit der Kollektivierung in der zweiten Hälfte des 20. Jahrhunderts war der Háj von großflächigen Feldern geprägt und nahezu baumlos.
Nach der Samtenen Revolution 1989 begann die Minderstadt Kralice na Hané mit der Entwicklung des östlich an das Prostějover Industriegebiet anstoßenden Háj zum Kralicer Industriegebiet. In Kralický Háj sind heute u. a. neben dem Klärwerk Prostějov die Firmen Windmöller & Hölscher und NEVA sowie das Postverteilungszentrum Prostějov ansässig. Vom Auwald sind heute nur noch einige Bäume bei Na Hrázi erhalten.

### Hraza
An der Mündung eines weiteren Armes des Proßnitzer Mühlbaches in die Valová entstand am Fahrweg von Proßnitz nach Kralitz die Einöde Hraza. Neben einer Wassermühle wurden zwei Gasthäuser errichtet. Der Kralitzer Pfarrer Patilka ließ 1759 an der Ostwand der Mühle eine Kapelle des hl. Johannes von Nepomuk erbauen, die im Zuge der Josephinischen Reformen zum Ende des 18. Jahrhunderts aufgehoben wurde. Das am Weg Richtung Kralitz befindliche untere Wirtshaus war als Räuberspelunke verrufen; es wurde noch bis nach dem Zweiten Weltkrieg bewirtschaftet. Das obere Gasthaus genoss dagegen einen guten Ruf; unter dem Wirt Ferdinand Růžička wurde es in den 1880er Jahren zum Treffpunkt tschechischer Patrioten aus Proßnitz. Bei Růžička, der selbst Praporečník des Proßnitzer Sokol war, fand 1890 eine patriotische Maifeier statt. Zu Beginn des 20. Jahrhunderts wurde die Wassermühle stillgelegt. 1921 wurde an das Mühlengebäude eine Gerberei angebaut. Als in den 1930er Jahren die verfallene Kapelle abgebrochen werden sollte, verweigerte das Denkmalamt seine Zustimmung. Bis 1969 war die Kapellenruine noch vorhanden. Heute wird die Ortslage zumeistens Na Hrázi genannt.

## Ortsgliederung
Kralický Háj ist Teil des Katastralbezirks Kralice na Hané. Zu Kralický Háj gehört die Einschicht Na Hrázi.